# Agnes Steineger
Agnes Steineger, född 21 januari 1863 i Bergen, död 16 juni 1965 på samma ort, var en norsk målare, syster till zoologen Leonhard Hess Stejneger.
Steineger utbildade sig i Österrike och senare i Norge, som elev till Anders Askevold och Frants Bøe, samt i Tyskland och Frankrike. Hon blev 1914 antroposof och utförde under första världskriget större dekorationsarbeten i Rudolf Steiners första Goetheanum i Dornach, som brann ner till grunden nyårsnatten 1922–1923. I Bergen kunstmuseum finns ett självporträtt av henne, och i Nasjonalmuseet/Nasjonalgalleriet i Oslo Interiør med lampe (1915).